# Glyphodes negatalis
Glyphodes negatalis là một loài bướm đêm trong họ Crambidae.